# Armagetron
Armagetron ist ein Computerspiel, dessen Spielprinzip in der Lichtrad-Szene im Film Tron zu sehen ist und als Open Source unter der GPL veröffentlicht wurde. Das Spiel, welches nur extrem wenig Speicherplatz benötigt und 3-dimensional dargestellt ist, verlangt vom Spieler vor allem sehr viel Geschicklichkeit und gute Reflexe.
Die Nachfolgerversion von 2005 nennt sich armagetronad (Armagetron Advanced). Wesentlicher Unterschied besteht vor allem in der Anzeige eines Head-Up-Display, das Geschwindigkeit, Gegner und andere Live-Anzeigen zum Spiel darstellt. armagetronad läuft unter Linux, macOS und Windows. 2020 gab es eine Veröffentlichung des Spiels auf Steam unter dem Namen Retrocycles. Außerdem wurde 2014 Armapitron, ein Port für den Raspberry Pi fertiggestellt.
Der Name des Spiels leitet sich aus den Worten Armageddon und Tron ab.

## Ursprüngliches Spielprinzip

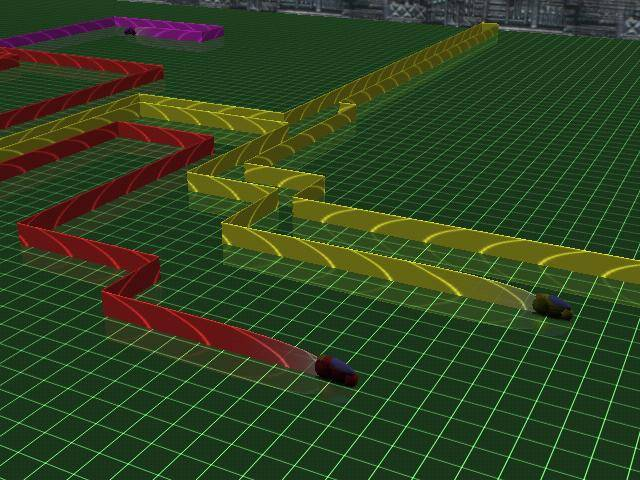
Szene aus "Armagetron"

Der Spieler steuert in Armagetron ein virtuelles Motorrad (light cycle) auf einem gitterförmigen Spielfeld. Die Light-Cycles ziehen im Spielverlauf Wände (trails) hinter sich, die undurchdringbar für die Fahrzeuge sind und bei Kollision zum Ausscheiden des Spielers führen.
Armagetron kann zu den Snake-artigen Spielen gezählt werden, dessen Spielprinzip von Blockade aus dem Jahr 1976 abstammt.
In der Standardeinstellung des Spiels können die Light-Cycles nur rechtwinklig abbiegen. Die Geschwindigkeit hängt von der Distanz zu anderen oder eigenen Wänden ab: Je näher man parallel an einem Trail fährt, desto größer ist die Beschleunigung. Die Light-Cycles lassen sich auch kurzzeitig abbremsen, jedoch nicht gänzlich anhalten. Das Ziel ist nun, den Gegnern so den Weg zu verbauen, dass dieser keinen Ausweg findet und mangels der Möglichkeit anzuhalten gegen die Spielfeldbegrenzung oder eine Energiewand fahren muss und dadurch zerstört wird. Der Spieler gewinnt, wenn alle Gegenspieler zerstört sind.

## Neue Spielmodi
Die Community hat das simple Grundspiel modifiziert und eigene Armagetron-Server mit völlig neuen Spielarten entwickelt. Zum Beispiel:

- Fortress (Teamspiel 6 gegen 6, Basis verteidigen)

- Sumo (Kampf auf engem Raum)

- Capture the Flag (Teamspiel)

- High Rubber (ermöglicht komplexere Zweikämpfe, da die Spieler Lebensbalken haben, der für einen Unfall erst aufgebraucht werden muss)

- Single Bind (das Gegenteil von High Rubber, sofortiger Unfall beim Zusammenstoß)

- Fußball / Eishockey (wie Lufthockey auf der flachen 2D-Ebene)

- Rennen (wo statt im 90-Grad-Winkel feinere Kurven gefahren werden können)

- Maze (präzises Fahren durch ein Labyrinth)

## Mehrspielermodus
Armagetron ist netzwerkfähig und verfügt über eine stetig wachsende Online-Community. Aufgrund der wachsenden Beliebtheit von Fortress und den vielfältigen Möglichkeiten bei der Konfiguration von Servern sind regelmäßige Turniere entstanden, etwa die sogenannte Ladle und das Team Sumo Tournament. Des Weiteren besitzt der Fortress-Modus eine eigene Liga, die Fortress Premier League. Die Teams werden zum größten Teil von Clans gestellt, wobei es jedoch auch offene Teams gibt, deren Spieler über keine Mitgliedschaft in einem Clan verfügen.

## Weitere Namen

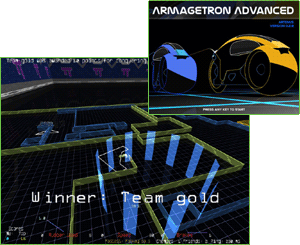
Armagetron Version 0.2.8.2

Armacycles Advanced ist der Name für Armagetron Advanced in der Linux-Distribution Fedora. Dieser Name existiert, da Red Hat einer möglichen Markenverletzung durch die Verwendung des Namens Tron vorbeugen wollte. Aus demselben Grund wurde der Steam-Release Retrocycles genannt, ist aber vom Spiel her mit Armagetron Advanced identisch.

## Rezeption
Armagetron böte rasanten Spielespaß im Stil von Tron, das im Wettkampf mit menschlichen Mitstreitern besonders reizvoll sei.